# 과달라하라 국제 영화제
과달라하라 국제 영화제(스페인어: Festival Internacional de Cine en Guadalajara, 영어: Guadalajara International Film Festival; FICG)는 매년 3월 멕시코 과달라하라에서 개최되는 국제 영화제이다. 1986년에 설립되었다. 라틴 아메리카에서 열리는 주요 영화제 중 하나이며, 전세계 스페인어 영화제들 중에서도 정상급이다.